# Sisquoc (California)
Sisquoc es un lugar designado por el censo ubicado en el condado de Santa Bárbara en el estado estadounidense de California. En el año 2010 tenía una población de 183 habitantes.

## Geografía
Sisquoc se encuentra ubicado en las coordenadas 34°51′42.54″N 120°17′39.82″O / 34.8618167, -120.2943944.